# Onuphis segmentispadix
Onuphis segmentispadix är en ringmaskart som beskrevs av Shisko 1982. Onuphis segmentispadix ingår i släktet Onuphis och familjen Onuphidae. Inga underarter finns listade i Catalogue of Life.